# Chloé Dygert
Chloé Dygert, née le 1er janvier 1997 à Brownsburg, est une coureuse cycliste américaine.
Sur piste, elle est championne olympique de poursuite par équipes en 2024 et compte huit titres de championne du monde, quatre en poursuite par équipes (2016, 2017, 2018 et 2020) et quatre en poursuite individuelle (2017, 2018, 2020 et 2023). Sur route, elle est championne du monde du contre-la-montre en 2019 et 2023. Elle est également championne des États-Unis du contre-la-montre 2021 et 2023.
Elle détient depuis le 3 mars 2018, le record du monde de poursuite sur 3 000 mètres en 3 min 20 s 060. Elle améliore ce chrono par deux fois lors des mondiaux 2020, pour le porter à 3 min 16 s 937. Lors des mondiaux 2024, elle le fait de nouveau progresser pour atteindre 3 min 15 s 663.

## Biographie
Chloé Dygert pratique l'athlétisme lors de son enfance et joue principalement au basket-ball dans ses premières années. Elle commence à faire du vélo après une blessure à l'épaule en 2013, mais reprend le basket-ball dès l'année suivante. Après une nouvelle blessure, elle est contrainte d'arrêter le basket-ball et se met sérieusement au cyclisme. En 2015, chez les juniors (moins de 19 ans), elle devient double championne des États-Unis sur route et en contre-la-montre. Sélectionnée aux mondiaux organisés à domicile à Richmond, elle est double championne du monde juniors (moins de 19 ans), en remportant largement le contre-la-montre et la course en ligne,. Cette démonstration augmente l'intérêt de la Fédération américaine de cyclisme, qui l'a sollicite pour rejoindre son équipe de poursuite par équipes en vue des Jeux de Rio.
En mars 2016, elle participe à 19 ans aux mondiaux sur piste à Londres. Elle devient championne du monde de poursuite par équipes. Sa compatriote Sarah Hammer déclare après la compétition : « Je n'ai vraiment jamais vu quelqu'un comme elle, à quel point elle est talentueuse. Je ne pense même pas qu'elle réalise à quel point elle est talentueuse. ». En mai, elle remporte sur route une étape et le classement de la meilleure jeune du Tour de Californie, épreuve faisant partie de l'UCI World Tour féminin. La même année, elle est sélectionnée pour participer aux Jeux olympiques de Rio de Janeiro, où elle remporte la médaille d'argent en poursuite par équipes.
Aux mondiaux sur piste 2017 à Hong Kong, elle devient pour la deuxième fois championne du monde de poursuite par équipes, avec Kelly Catlin, Jennifer Valente et Kimberly Geist. Elle remporte également le titre mondial en poursuite individuelle. En 2017, elle est championne panaméricaine du contre-la-montre. Aux mondiaux sur piste 2018, elle remporte à nouveau les deux titres en poursuite par équipes et poursuite individuelle. Lors de son titre individuel, elle s'impose de manière remarquable, en établissant à la fois en qualification, puis en finale un nouveau record du monde (3 minutes et 20,060 secondes). En finale, elle rattrape la championne du monde du contre-la-montre, la Néerlandaise Annemiek van Vleuten.
En mai 2018, elle chute lourdement dans le dernier kilomètre de la première étape du Tour de Californie. Il lui faut près d'un an pour se remettre de la commotion cérébrale qu'elle a subie lors de cet accident. Elle souffre également de douleurs persistantes à la hanche, au genou au dos. Cet accident lui fait manquer toute la saison sur piste et notamment les mondiaux 2019.
Lors de l'été 2019, elle remporte les quatre étapes et le général de la Colorado Classic, puis aux Jeux panaméricains disputés en août, elle décroche l'or sur le contre-la-montre et la poursuite par équipes. Après ses deux titres, elle déclare vouloir participer aux six prochains Jeux olympiques. En fin de saison, elle devient championne du monde du contre-la-montre, et se classe quatrième de la course en ligne.

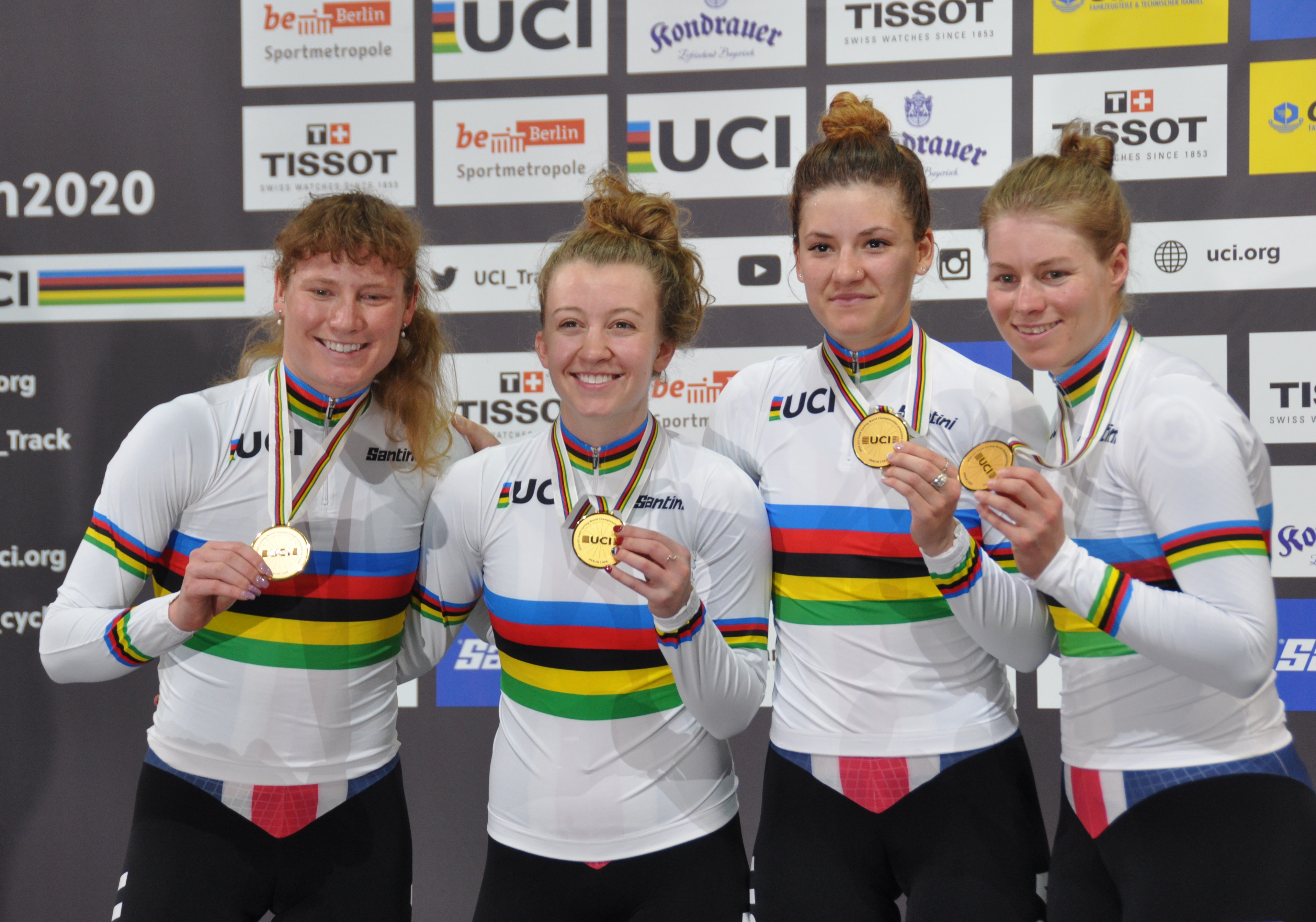
L'équipe championne du monde de poursuite par équipes en 2020 : Lily Williams, Emma White, Chloé Dygert et Jennifer Valente

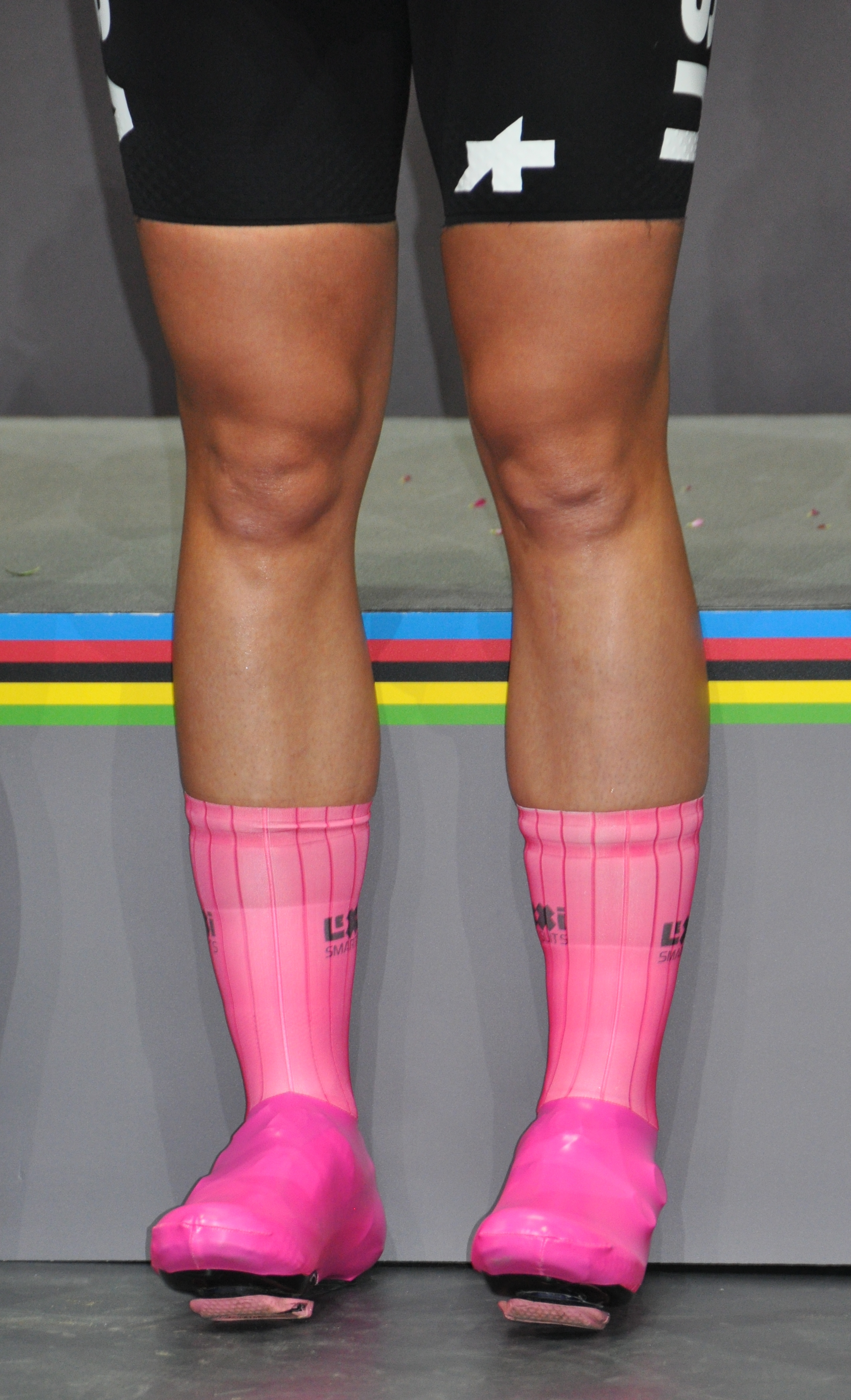
La marque de fabrique de Dygert : les chaussettes roses

Lors des championnats du monde sur piste 2020, elle réalise un troisième doublé en étant sacré en poursuite par équipes et poursuite individuelle. Elle établit un nouveau record du monde sur la poursuite en 3 minutes et 16,937 secondes. En quatre ans, elle a ainsi remporté sept médailles d'or en sept compétitions aux mondiaux sur piste. Alors qu'elle n'avait pris le départ d'aucune course sur route depuis le début de l'année, elle participe aux mondiaux du contre-la-montre et fait le meilleur temps intermédiaire et se dirige vers un nouveau titre lorsqu'elle chute derrière une glissière, passant de l'autre côté du rail. Sérieusement touchée au quadriceps et à un ligament, elle ne souffre d'aucune fracture malgré une plaie béante, dont l'image a fait le tour du monde, mais doit se faire opérer en urgence à l'hôpital de Bologne. En novembre, elle quitte Twenty20 Pro Cycling et signe un contrat de quatre ans avec l'équipe Canyon-SRAM, à partir de la saison 2021, une durée inhabituelle dans le cyclisme féminin. Le facteur décisif de ce choix est la liberté que l'équipe lui donne pour participer à des compétitions sur piste. Grâce à une récupération accélérée, elle revient à la compétition et décroche en août la médaille bronze aux Jeux olympiques de Tokyo en poursuite par équipes. Toujours gênée par sa chute de l'année précédente aux mondiaux sur route d'Imola, elle met un terme à sa saison un mois. Elle subit une deuxième intervention chirurgicale pour essayer d'enlever le tissu cicatriciel qui s'est développé dans le muscle et lui provoque une douleur constante. Cette opération s'avère sans succès et la douleur reste présente.
Après plusieurs tests prometteurs sur la piste de Gand, elle fait son retour à la compétition en février 2022 lors du Circuit Het Nieuwsblad, où elle se classe 26e. Peu après, lors de son retour aux États-Unis, il lui est diagnostiqué le virus d'Epstein-Barr, ce qui l'oblige à se reposer plusieurs semaines. En août, elle décide d'arrêter sa saison et de se faire opérer une troisième fois. Et cette fois-ci, l'opération est un succès total, qui lui enlève toute douleur. Cependant, en fin d'année, elle subit une ablation cardiaque pour traiter une tachycardie, sa fréquence cardiaque étant montée à 219 battements lors d'une course d'endurance.
Après plusieurs mois d'absence, elle fait son retour à la compétition en mai 2023, à l'occasion de la Vuelta, où elle occupe la deuxième place du général pendant trois étapes, avant d'abandonner. Par la suite, elle se classe quatrième du Tour de Burgos et gagne ensuite la deuxième étape de la RideLondon-Classique, qu'elle conclut à la deuxième place. Aux États-Unis, elle s'impose pour la deuxième fois sur les championnats nationaux du contre-la-montre. Sur la course en ligne, elle sort dans le final avec Lauren Stephens, Coryn Labecki et Skylar Schneider avant de les devancer au sprint. De retour en Europe en juillet, elle réalise un bon Tour d'Italie, avec trois tops 5. Le mois suivant, pourtant diminuée par une maladie, elle s'impose pour la deuxième fois lors du championnat du monde de contre-la-montre.

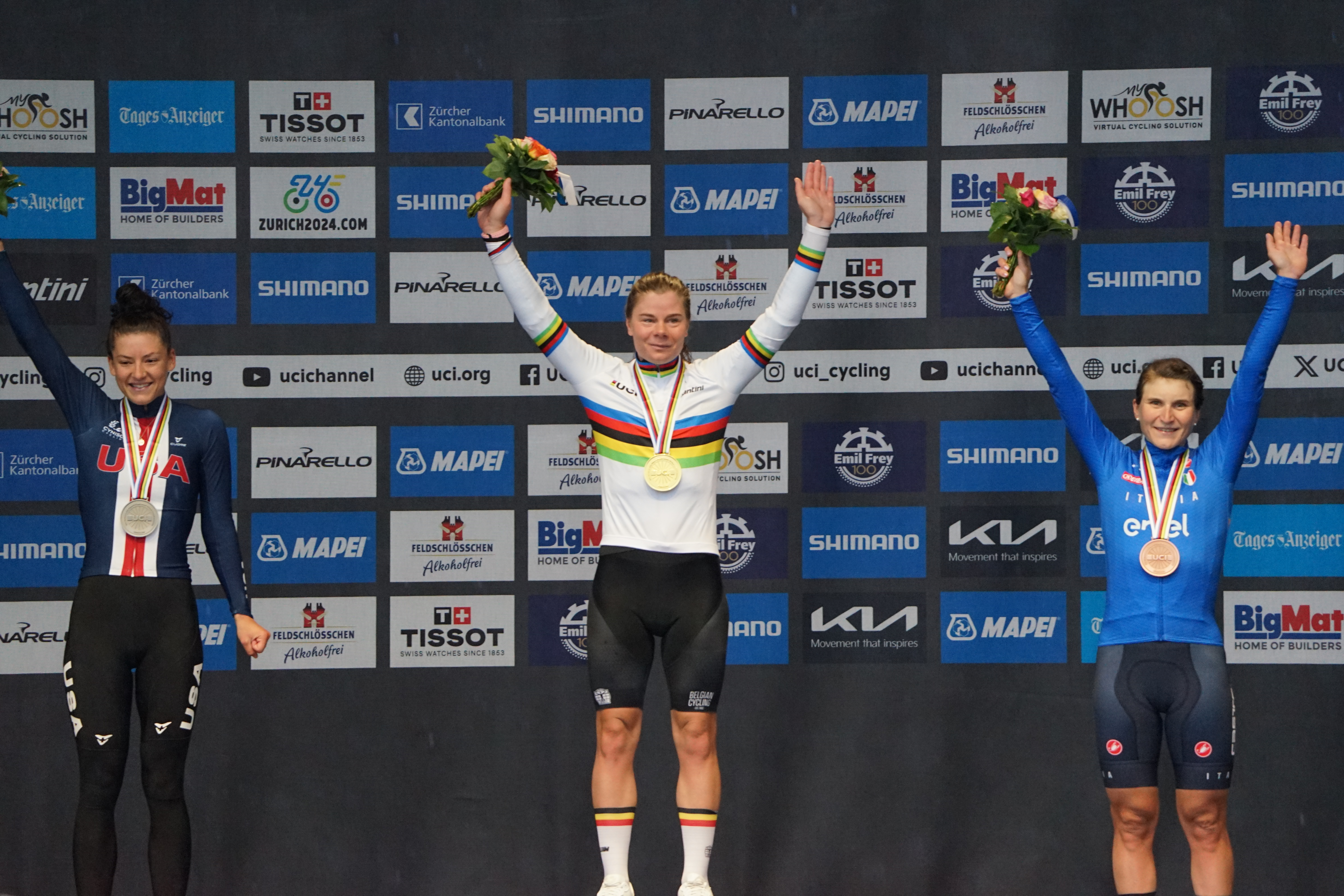
Podium des championnats du monde sur route 2024

Sa saison 2024 est marquée par une blessure au tendon d'Achille et une infection au covid. Elle ne dispute que trois courses en mars, avant de prendre le départ du contre-la-montre des Jeux olympiques de Paris, où elle est considérée comme la favorite, mais doit se contenter de la médaille de bronze à une seconde de la deuxième Anna Henderson. Lors de la course en ligne, elle chute au pied de la première montée vers Montmartre. Elle prend la 15e place. Après les compétitions de cyclisme sur route, elle devient sur piste championne olympique de poursuite par équipes. Lors du contre-la-montre individuel du Tour de France Femmes, elle rate la victoire d'étape de seulement cinq secondes, puis s'incline lors d'un sprint à deux sur la Classic Lorient Agglomération. Aux championnats du monde sur route de septembre, elle monte de nouveau sur le podium en terminant troisième du contre-la-montre individuel.  Sur la course en ligne, la dernière montée de la côte de Wetzikon est très rapide, Chloé Dygert suit dans un premier temps avant d'être distancée. Elle revient néanmoins après le sommet. Au sprint, elle prend la deuxième place derrière Lotte Kopecky,. Aux mondiaux sur piste de Ballerup, elle participe uniquement au tournoi de poursuite individuelle, où elle réalise le meilleur temps des qualifications en battant le record du monde en 3 minutes et 15,663 secondes. En finale, Dygert, qui est quadruple tenante du titre, domine la finale jusque dans le dernier kilomètre, où Anna Morris passe devant et décroche son premier titre mondial sur la discipline.

## Vie privée
Elle s'est mariée quelques jours avant ses 20 ans en novembre 2016 avec Logan Owen, également coureur cycliste. Cependant, le mariage s'est terminé par un divorce en janvier 2020.
Un article sur le site de son sponsor Red Bull note qu'« elle est une conservatrice convaincue. […] Elle ne croit pas au féminisme. ». En novembre 2020, Dygert, sous la pression de son nouveau sponsor Canyon-SRAM, a présenté des excuses publiques pour sa conduite dans les médias sociaux. Ses "likes" sur certains messages de médias sociaux étaient considérés comme un rejet du mouvement Black Lives Matter et des personnes transgenres. En dehors de Canyon-SRAM, la marque de cyclisme Rapha a déclaré qu'elle « condamne sans réserve » sa conduite dans les médias sociaux et a trouvé ses excuses « insuffisantes ». Rapha a décrit ses actions comme « offensantes, conflictuelles et n'ayant aucune place dans le cyclisme ou la société ».
Le 14 février 2023, elle officialise sa relation avec l'ancien coureur Axel Merckx,.

## Palmarès sur piste

### Jeux olympiques
- Rio 2016
  -  Médaillée d'argent de la poursuite par équipes
- Tokyo 2020
  -  Médaillée de bronze de la poursuite par équipes
- Paris 2024
  -  Championne olympique de poursuite par équipes

### Championnats du monde
| Édition / Épreuve | Poursuite individuelle | Poursuite par équipes |
| Londres 2016      |                        | Or                    |
| Hong Kong 2017    | Or                     | Or                    |
| Apeldoorn 2018    | Or                     | Or                    |
| Berlin 2020       | Or                     | Or                    |
| Glasgow 2023      | Or                     | 6e                    |
| Ballerup 2024     | Argent                 |                       |

### Coupe du monde
- 2015-2016
  - 3e de la poursuite par équipes à Hong Kong
- 2016-2017 
  - 1re de la poursuite à Los Angeles
- 2017-2018
  - 1re de la poursuite par équipes à Minsk (avec Kelly Catlin, Jennifer Valente et Kimberly Geist)
- 2019-2020
  - 1re de la poursuite par équipes à Minsk (avec Christina Birch, Jennifer Valente et Emma White)
  - 1re de la poursuite par équipes à Milton (avec Christina Birch, Jennifer Valente et Lily Williams)

### Jeux panaméricains
- Lima 2019
  -  Médaillée d'or de la poursuite par équipes (avec Lily Williams, Kimberly Geist et Christina Birch)

### Record
Lors des championnats du monde 2018, elle bat deux fois de suite le record du monde de la poursuite individuelle précédemment détenu par Sarah Hammer, l’améliorant de près de deux secondes. Lors des qualifications, elle réalise un temps de 3:20.072 et lors de la finale de 3:20.060. Elle le bat à nouveau aux mondiaux 2020 en réalisant 3 minutes et 16,937 secondes.

## Palmarès sur route

### Par années
- 2013
  - 2e du championnat des États-Unis sur route cadettes
  - 2e du championnat des États-Unis du contre-la-montre cadettes
- 2015
  -  Championne du monde sur route juniors
  -  Championne du monde du contre-la-montre juniors
  -  Championne des États-Unis sur route juniors
  -  Championne des États-Unis du contre-la-montre juniors
  - 2e de la Nevada City Classic
- 2016
  - 2e étape du Tour de Californie (contre-la-montre par équipes)
- 2017
  -  Championne panaméricaine du contre-la-montre
  - 4e du championnat du monde du contre-la-montre
- 2018
  - 4e étape de la Joe Martin Stage Race
  - 2e et 3e étapes du Tour of the Gila
  - 2e du Chrono Kristin Armstrong
- 2019
  -  Championne du monde du contre-la-montre
  -  Médaillée d'or du contre-la-montre aux Jeux panaméricains
  - Joe Martin Stage Race : 
    - Classement général
    - 1re et 4e étapes

  - 3e et 4e étapes du Tour of the Gila
  - Chrono Kristin Armstrong
  - Colorado Classic :
    - Classement général
    - 1re, 2e, 3e et 4e étapes

  - 2e du Tour of the Gila
  - 2e du championnat des États-Unis du contre-la-montre
  - 3e de la Winston-Salem Cycling Classic
  - 4e du championnat du monde sur route
- 2021
  -  Championne des États-Unis du contre-la-montre
  - 7e du contre la montre des Jeux olympiques
- 2023
  -  Championne du monde du contre-la-montre
  -  Championne des États-Unis de la course en ligne
  -  Championne des États-Unis du contre-la-montre
  - 2e étape de la RideLondon-Classique
  - 2e de la RideLondon-Classique
  - 4e du Tour de Burgos
- 2024
  -  Médaillée d'argent du championnat du monde sur route
  - 2e de la Classic Lorient Agglomération
  -  Médaillée de bronze du championnat du monde du contre-la-montre
  -  Médaillée de bronze du contre-la-montre des Jeux olympiques
  - 6e de la Classic Bruges-La Panne
- 2025
  - 3e étape du Women's Tour Down Under
  - 2e de la Surf Coast Classic
  - 4e de la Cadel Evans Great Ocean Road Race
  - 6e de Milan-San Remo
  - 8e de Paris-Roubaix

### Résultats sur les grands tours

#### Tour d'Italie
1 participation
- 2023 : 32e

#### Tour de France
2 participations
- 2024 : abandon (8e étape)
- 2025 : non-partante (9e étape)

#### Tour d'Espagne
1 participation
- 2025 : non-partante (3e étape)

### Classements mondiaux
| Année                                 | 2016 | 2017 | 2018 | 2019 | 2020 | 2021 | 2022  | 2023 | 2024 |
| ------------------------------------- | ---- | ---- | ---- | ---- | ---- | ---- | ----- | ---- | ---- |
| Classement UCI                        | 125e | 103e | 201e | 23e  | nc   | 141e | 1155e | 21e  | 19e  |
| UCI World Tour                        | 65e  | nc   | nc   | 151e | nc   | nc   | nc    | 23e  | 38e  |
|                                       |      |      |      |      |      |      |       |      |      |
| Légende : nc = non classéSource : UCI |      |      |      |      |      |      |       |      |      |